# Archéobotanique
L’archéobotanique est un ensemble de disciplines qui s’intéressent aux vestiges d’origine végétale et animale faisant partie des archéo-sciences naturelles. 
Leurs objets d’étude consistent en pollens, charbons de bois, sections d’arbres, objets en bois, feuilles et bourgeons ou encore éléments microscopiques issus de la décomposition des végétaux dans le sol, comme les phytolithes.
Au-delà des dernières glaciations, on ne parle plus d’archéobotanique, mais de paléobotanique.

## Sous-disciplines
- Anthracologie, étude des charbons de bois fossiles (bois carbonisé)
- Carpologie, étude des graines fossiles
- Palynologie, étude des pollens fossiles

## Inventaires
En France, une nouvelle composante dite « Inventaires archéozoologiques et archéobotaniques de France » a été ajoutée en 2010 par le Muséum national d'Histoire naturelle à l'inventaire national du patrimoine naturel (INPN).